# Puente Edison (Florida)
El Puente Edison (en inglés: Edison Bridge) es el nombre dado a un conjunto de dos puentes de un solo sentido ubicados en Fort Myers, Florida, al sur de Estados Unidos. Nombrado en honor al inventor Thomas Alva Edison, los dos puentes llevan cada sentido de la autopista 41 U.S. Highway 41 Business. Sobre el río Caloosahatchee, conecta el centro de Fort Myers ( en la orilla sur ) con el norte de Fort Myers.
Los dos puentes tienen cada uno tres carriles y unos 55 pies (17 m) de altura. Llegan al mismo punto en el lado norte del río, pero están separados por unas pocas cuadras al sur desde la US 41 Bus. Se desarrolla en dos calles de sentido único separadas en el centro de Fort Myers. Al buscar en un mapa, los dos tramos y la orilla sur del río forman un triángulo rectángulo. Los dos puentes fueron construidos en la década de 1990 , en sustitución de un único puente levadizo de dos carriles que también llevaba el nombre de Puente de Edison.